# روسانا دی لورنتسو
روسانا دی لورنتسو (ایتالیایی: Rossana Di Lorenzo؛ ‏زادهٔ ۴ مارس ۱۹۳۸ – درگذشتهٔ ۱۳ اوت ۲۰۲۲) بازیگر اهل ایتالیا بود.

## گزیدهٔ نقش‌آفرینی‌ها
- جنبه خوب پائولینا
- دوست داشتن اوفلیا
- ارث
- راننده تاکسی
- مجلس رقص[۳]